# Eupenicillium angustiporcatum
Eupenicillium angustiporcatum är en svampart som beskrevs av Takada & Udagawa 1983. Eupenicillium angustiporcatum ingår i släktet Eupenicillium och familjen Trichocomaceae.   Inga underarter finns listade i Catalogue of Life.